# Eberhard Finckh
Eberhard Finckh (7 de noviembre de 1899 - 30 de agosto de 1944) fue un coronel alemán en el Estado Mayor del Ejército alemán, un prolongado oponente al Nazismo y miembro de la resistencia alemana al régimen de Adolf Hitler.

## Biografía
Finckh nació en Kupferzell y creció en Urach y Stuttgart. Se unió al Ejército Imperial en 1917 y después fue miembro del Reichswehr. En 1927 fue destinado a la Academia de Guerra en Berlín-Moabit, donde más tarde conoció a Claus Schenk Graf von Stauffenberg. En la II Guerra Mundial primero sirvió en Polonia y en el frente oriental como intendente del 6.º Ejército y en 1943 para el Grupo de Ejércitos Sur. Después sirvió a las órdenes del General Günther Blumentritt como jefe de intendencia del comandante en jefe en París y estuvo involucrado en la planificación del golpe de Estado en el oeste ligado al complot del 20 de julio con el Coronel-General Carl-Heinrich von Stülpnagel y su adjunto el Teniente-Coronel Cäsar von Hofacker.
El 20 de julio se le notificó por teléfono desde Zossen que Hitler había sido asesinado y junto a otros oficiales fue llamado a una reunión en la oficina de von Stülpnagel y se le emitieron órdenes preestablecidas para el arresto de personal sénior de la Gestapo, las SS y SD en París.
Tras el fracaso del intento de golpe de Estado fue arrestado por la Gestapo, interrogado extensamente y despedido con deshonor del ejército por un tribunal de honor. Después fue juzgado por el Tribunal del Pueblo el 30 de agosto de 1944 junto a von Stülpnagel quien se había cegado a  sí mismo en un intento de suicidio, Caesar von Hofacker y Ottfried von Linstow. Fue sentenciado a muerte por Roland Freisler y ejecutado en la horca el mismo día en la prisión de Plötzensee en Berlín.